# Sugiyama Koichi (cầu thủ bóng đá)
Koichi Sugiyama (sinh ngày 27 tháng 10 năm 1971) là một cầu thủ bóng đá người Nhật Bản.

## Sự nghiệp câu lạc bộ
Koichi Sugiyama đã từng chơi cho Urawa Reds, Tokyo Verdy và Albirex Niigata.